# Système de détection
Un système de détection est un système permettant à l'utilisateur d'observer un événement automatiquement par le biais d'un appareil électronique ou mécanique.
On peut distinguer plusieurs types de systèmes de détection, qui s'inscrivent dans de nombreux domaines. Tout d'abord la sécurité personnelle (Système de détection d'intrusion), ou encore informatique (Système de détection d'intrusion de réseau). Puis, du fait de l'informatisation grandissante, les hommes ont cherché à identifier des objets de façon automatique afin, de contrôler leur territoire (radar) ou à répertorier des formes (ex. : système de détection de panneaux routiers).

## Système de détection des formes
La démarche est simple elle a pour principe de comparer une cible à un modèle présent en mémoire ce qui fait intervenir deux étapes :
- Modélisation de la forme à connaître.
- Prise de décision sur l'appartenance de cette forme à une classe connue.

Schéma synoptique
- étape d'acquisition des données ;
- étape de diminution de la quantité des informations à manipuler qui est très importante afin de ne conserver que la partie utile. Il est tout d'abord nécessaire d'extraire l'information sous forme de caractéristiques (ex. : vecteurs représentants) ;
- étape de décision où l'on met en correspondance, à l'aide de règles convenablement choisies, les observations et les classes précédentes ;
- étape d'évaluation des performances de la classification.

L'étape d'extraction de l'information est primordiale. En effet, l'information surtout dans le cas d'images, contient une quantité impressionnante d'informations souvent redondantes pour les opérations de comparaison. On recherche donc les éléments suivants :
- obtenir une faible dimensionnalité des caractéristiques de l'image donc un nombre réduit de paramètres ;
- ne garder que les informations pertinentes permettant de distinguer deux objets dans deux classes différentes mais pouvant être voisines ;
- assurer une certaine cohérence géométrique de cet espace, c’est-à-dire qu'une distance minimale soit équivalente à une ressemblance maximale.

### Système de détection des panneaux routiers
À partir d'une image ou d'une série d'images, le système analyse les informations en trois dimensions de façon automatique et prend des décisions dans le cas d'une intelligence artificielle. Cela permet de s'assurer de la conformité des panneaux routiers mis en place, de gérer leurs inventaires et d'être plus efficace en ce qui concerne le remplacement et l'entretien des panneaux routiers. Ainsi, on va tout d'abord estimer leurs formes et leurs couleurs, grâce à une caméra numérique et un traitement d'images, afin de déterminer leurs positions géographique par rapport à celle-ci. Pour cela, on peut se baser sur deux méthodes.

#### Analyse d'image par segmentations
Comme on peut le remarquer, les panneaux ont tous les mêmes formes, il s'agit de triangles, de ronds ou de rectangles approximativement de même taille. Leur principale caractéristique est qu'ils sont tous constitués de régions homogènes. Leur détection sera d'autant plus aisée que l'on se place dans l'espace RVB. Pour cela, il est possible utiliser deux entités de segmentation :
- Une segmentation basée sur la discontinuité de la luminance au sein de l'image afin de déterminer l'existence d'un quelconque panneau par analyse de contour.

- La seconde est basée sur une segmentation de la texture et de la couleur et permet ainsi de déterminer la nature du panneau.

Segmentation par détection des contours
Lorsqu'une brusque variation de luminance de l'image est détectée, celle-ci fait l'objet d'un pourtour caractérisant une forme ou un objet. Dans la littérature on a enregistré quatre types de formes de panneaux (triangle équilatérale, rond, carré, rectangle). Cela permet de caractériser une discontinuité par l'étude de variation de luminance. En effet, le dénivelé de luminance de l'image est généralement représenté par une discontinuité plus ou moins brutale. On va ainsi pouvoir traiter l'image reçue afin d'y détecter les panneaux routiers.
Segmentation des couleurs
On va procéder à une analyse par la couleur des panneaux et suivant leurs réponses fréquentielles, on va pouvoir déterminer si l'objet que l'on a détecté préalablement est bien un panneau.
Cette méthode est très avantageuse du fait qu'elle peut se passer en temps réel. De plus, l'analyse par segmentation permet de classer par avance une certaine catégorie de panneau.
Malgré tout, elle ne peut se dérouler que pendant le jour car la méthode de segmentation des panneaux est basée sur les phénomènes d'absorption et de réflexion de la lumière blanche (provenant du soleil).

#### Utilisation d'un corrélateur à cristaux liquide ferroélectriques
Le développement récent des modulateurs spatiaux de lumière à cristaux liquides ferroélectrique, et la mise en place d'algorithmes de filtrage en corrélation optique, ont développé dans le domaine de l'optique la capacité de reconnaître des formes géométriques en temps réel.
Principes de fonctionnement
C'est une approche plus globale que celle de la méthode par segmentation, qui cherche à comparer une image à toutes les versions translatées d'une autre image. Elle a longtemps consisté en la recherche d'un pic d'autocorrélation (par méthode de filtrage) mais a fait l'objet de nouveaux développements importants ces dernières années.
Caractéristiques techniques
Le corrélateur à cristaux liquides est visible au laboratoire d'optique de l'École Nationale Supérieure des Télécommunications de Bretagne.
Il fait environ 45 cm × 30 cm × 20 cm.
Il fonctionne avec une source laser extérieure.
Il en existe un autre plus compact et utilisé pour d'autres applications comparables de dimensions : 30 cm × 15 cm × 8 cm.
L'avantage majeur de la méthode de corrélation dans la réduction considérable de l'information en enlevant tout ce qui n'est pas nécessaire.
Coût
Le coût d'un corrélateur à cristaux liquide s'élève entre 10 000 et 15 000 €, cela dépend principalement des composants d'affichage.

#### Limitations
Selon l'ACEA, ces systèmes présentent toutefois des limitations : ils peuvent reconnaître des panneaux périmés ou incorrects, mais ils ne reconnaissent pas les panneaux dissimulés.